# 赫布·德鲁里
赫布·德鲁里（英語：Herb Drury，1896年3月2日—1965年7月30日），美国男子冰球运动员。他曾代表美国国家队参加1920年夏季奥林匹克运动会冰球比赛和1924年冬季奥林匹克运动会冰球比赛，获得二枚银牌。